# ロゥド・オブ・デュラハン
『ロゥド・オブ・デュラハン』は、紫藤ケイによる日本のライトノベル。イラストは雨沼が担当。このライトノベルがすごい!文庫（宝島社）より2012年10月から2013年2月まで刊行された。第3回『このライトノベルがすごい!』大賞大賞受賞作。

## ストーリー
傭兵の少年アルフォンスは、領姫の死を追って、人外の力を操る死術師と対峙する。彼を救ったのは、人に死期を告げる精霊リィゼロットだった。

## 登場人物
- フォンス
地を転々とする傭兵の少年。剣を腰に、盾を背に持つが、得意なのは短弓。
- リイゼロット
通称リィゼ。告死精霊デュラハン。死術師を狩る死術師。「少女殺しの」「赤子殺しの」「青年殺しの」「老人殺しの」「万人犠牲のリイゼロット」といった多くの異名を持つ。独自の反死術を使う。武器は非業剣。

## 用語
- 精霊
後述の理由によって、人間の域を出た不老不死の存在。余程の怨念や、精霊の振るう武器でなければ傷つけることはできない。
- デュラハン
伝説にみられるデュラハンと同一である。人に死期を告げ、死術によって有り得ない現象を起こすものの天敵。少なくとも2体はいる。リィゼの場合人の心臓を食いながら200年の時を生きることによって、変質した。伝説同様、首なしの馬を愛馬にもつが、デュラハンは皆そうするのかは不明である。
- バンシー
人の涙に共感する泣き妖精。悲しみの涙を流す人の言動まで知覚できる。涙で人を識別する。7日間泣き続けた者がなる。
- シラフ
ずっと何もしないでいた人がなる。空を浮遊する。

## 既刊一覧
- 紫藤ケイ（著）・雨沼（イラスト）、宝島社〈このライトノベルがすごい！文庫〉、全2巻
  1. 『ロゥド・オブ・デュラハン』2012年10月9日発売[2]、ISBN 978-4-8002-0268-0
  2. 『ロゥド・オブ・デュラハン2 不死の都と守護精霊』2013年2月9日発売[3]、ISBN 978-4-8002-0791-3